# Jimmy Shea
James Edmund Shea, Jr., född 10 juni 1968 i Hartford, Connecticut, är en amerikansk före detta skeletonåkare.
Shea vann OS-guld vid OS 2002 i Salt Lake City. Han valdes även av de andra idrottarna att svära deltagarnas ed vid invigningen. Tillsammans med sin pappa, Jim Shea Sr., lämnade han över facklan till 1980 års amerikanska ishockeylag, som tände elden.
Shea var den tredje generationen av sin familj som deltog i ett olympiskt vinterspel. Hans far tävlade i nordisk kombination och längdskidåkning vid olympiska vinterspelen 1964. Hans farfar, Jack Shea, vann två guld i skridsko vid olympiska vinterspelen 1932. Även hans farfar svor deltagarnas ed vid OS 1932. Amerikanska massmedia ansåg att Shea var den första personen som var tredje generationens olympisk deltagare. Men den utmärkelsen tillhör den norska seglarfamiljen Lunde där farfar Eugen tog guld 1924, far Peder Eugen silver 1952 och Peder Jr. guld vid Sommar-OS 1960.
Jimmy Shea växte upp i West Hartford, Connecticut och flyttade till Lake Placid, New York när han var i de sena tonåren. Han blev förste amerikan att vinna en Världscupstävling och en VM-titel i skeleton och har vunnit fler världscupssegrar än någon annan amerikan. Han avslutade sin karriär i oktober 2005. 
Vid FIBT-världsmästerskapen, vann han ett fullt set av medaljer i herrarnas skeleton; Guld 1999, silver 1997 och brons 2000 (han delade bronset med österrikaren Alexander Müller). Hans bästa totala världscupsplaceringar var när han kom tvåa (säsongerna 1989-99 och 2000-01).  
Shea har startat The Shea Family foundation som samlar in pengar för att hjälpa barn i olika sporter. Han bor i Park City, Utah. Shea är gift med Kellee Reed Shea.